# August Ferdinand Ribbeck

August Ferdinand Ribbeck

August Ferdinand Ribbeck (* 13. November 1790 in Magdeburg; † 14. Januar 1847 in Venedig) war ein deutscher Professor und Gymnasialdirektor am Gymnasium zum Grauen Kloster in Berlin.

## Familie
Sein Vater war der Prediger und spätere preußische Konsistorialrat Konrad Gottlieb Ribbeck (1759–1826), seine Mutter Johanna Wilhelmine geb. Haken war die Tochter des Hauptpastors zu Stolp in Hinterpommern Christian Wilhelm Haken. Sein Bruder war der Theologe Friedrich Ribbeck.

## Leben
Nach dem Schulbesuch an der Schule Unserer Lieben Frauen in Magdeburg und dem Grauen Kloster in Berlin (1805–1809) studierte er zunächst in Frankfurt an der Oder dann in Berlin Theologie und Philologie. Danach wurde er Lehrer am Friedrichswerderschen Gymnasium, 1813 als Kollaborator und 1820 dann als Professor. 1826 wechselte er an das Graue Kloster. 1828 wurde er Direktor am Friedrichswerderschen Gymnasium. 1835 heiratete er eine Tochter von Carl Heinrich Hainchelin, Auguste Hainchelin. 1837 wurde er zum Nachfolger des bisherigen Direktors Köpke an das Graue Kloster berufen. Um seinen gesundheitlichen Zustand zu verbessern unternahm er 1846 eine Reise nach Italien, er starb 1847 in Venedig.